# 吴松 (1911年)
吴松（1911年—1987年），男，湖北天门人，中华人民共和国政治人物，曾任甘肃省计划委员会副主任，甘肃省政协副主席。